# Not M*A*S*H XXX
Not M*A*S*H XXX ist eine US-amerikanische Pornoparodie auf die TV-Serie M*A*S*H, die von  X-Play produziert wurde.
Der Film erschien über LFP Video auf DVD und als Video-on-Demand bei HotMovies. Der Film wurde ohne Kondome gedreht. Die DVD enthält außer dem Film einen 25-minütigen Beitrag über die Arbeit hinter den Kulissen und einen 24-minütigen Beitrag über die Vorbereitung der Pornodarsteller und der Filmcrew auf den Filmdreh.

## Handlung
Colonel Blake bittet Hawkeye und Trapper, eine Krankenschwester zu finden, die Radar entjungfert, aber niemand will dies freiwillig, sodass sie als Belohnung einen unerlaubten Boob-Job anbieten. Majors Burns und Houlihan vermuten das Schlimmste, können aber nichts beweisen. Radar wird schließlich von der Krankenschwester Jennifer entjungfert.

## Nominierungen
- 2010: AVN Awards: Best Parody: Comedy